# Військова дільниця Криворізького кладовища
Військова дільниця Криворізького кладовища — частина Криворізького кладовища, на якій поховано 1947 воїнів, що загинули при відвоюванні Кривого Рогу 1944 року, у 37 братських та 20 індивідуальних могилах. Серед них Герой Радянського Союзу Олексієнко Олександр Минович, що похований в індивідуальній могилі, а в інший індивідуальній могилі поховані учасники революції 1905 року.

## Передісторія
22 лютого 1944 року воїни 236-ї, 353-ї, 394-ї, 48-ї гвардійської стрілецької дивізій 46-ї армії визволили центр міста. В березні 1944 року була закладена військова ділянка для захоронення загиблих 1950 радянських воїнів, в тому числі індивідуальна могила для Героя Радянського Союзу Олександра Миновича Олексієнка.
В 1957 році встановлено пам’ятник – бетонну скульптуру «Воїн з автоматом» на цегляному постаменті без написів. Загальна висота пам’ятника сягала 6 м, висота скульптури — 2,5 м, висота постаменту — 4,5 м.

## Сучасний вигляд пам’ятки

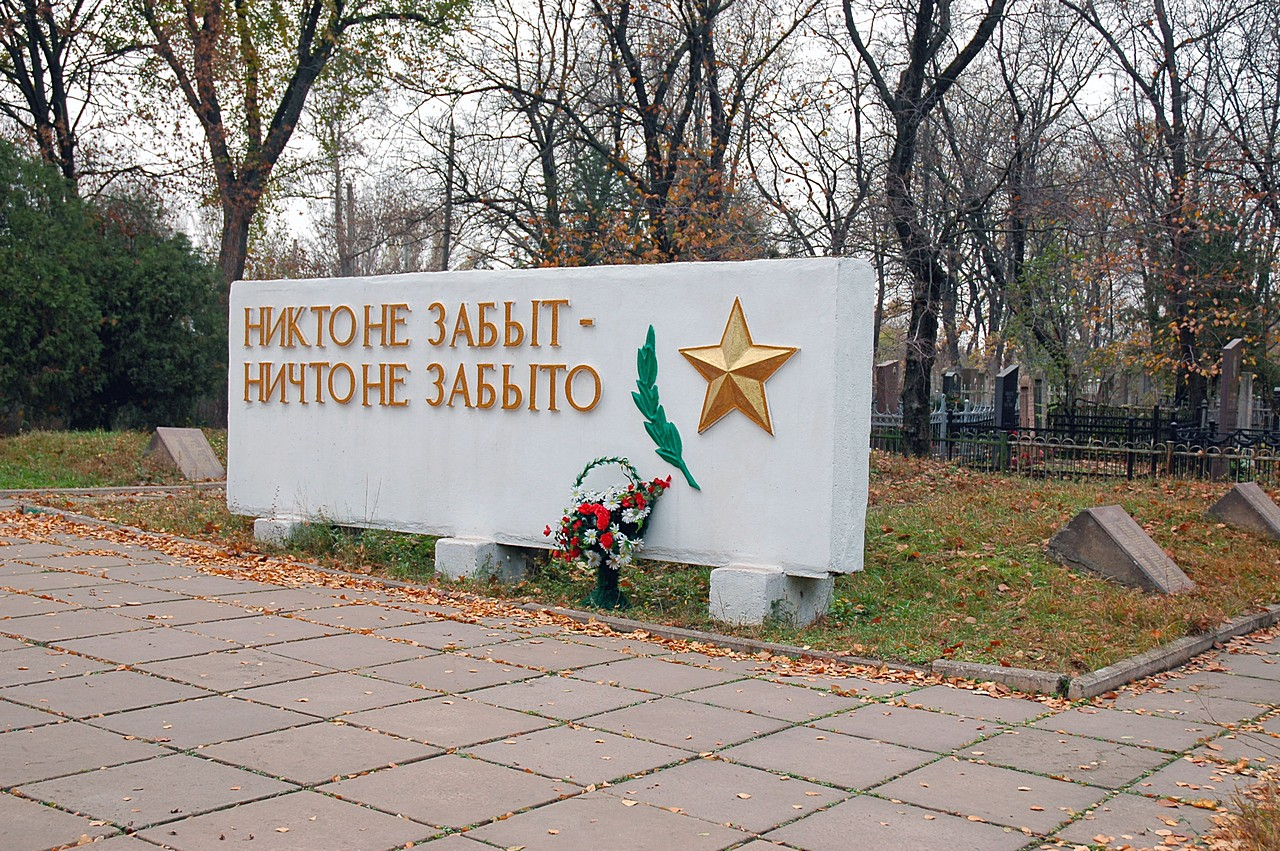
Військова дільниця

У 1985 році на військовій дільниці відбулася реконструкція. Територія була перепланована, й на дільниці площею у 1065 кв. м. розміщено 33 братські могили розмірами 2х3 м, пагорби яких вкриті газонною травою. Біля кожного пагорба встановили замість гранітних обелісків гранітні плити розмірами 0,6х0,9 м з викарбуваними відомими прізвищами загиблих (загальна кількість похованих на той час 1950 воїнів, у тому числі Герой Радянського Союзу Олександр Минович Олексієнко). На майдані по центру військової дільниці Криворізького кладовища розміщено об’ємну п’ятипроменеву зірку зі шліфованої сталі висотою 2,5 м на постаменті розмірами 2,8 × 2,8 м. 
Крім того, на майдані встановлено дві залізобетонні стелі висотою 2,5 м з написами російською мовою великими літерами: «НИКТО НЕ ЗАБЫТ, НИЧТО НЕ ЗАБЫТО», «1945—1941 гг.». З центрального входу військова дільниця огороджена залізобетонною стінкою, облицьованою полірованими шматками граніту. У верхній частині — навісний чавунний ланцюг. Прилегла територія заасфальтована. Підведено освітлення.

Відкриття пам’ятки після реконструкції відбулося 7 травня 1985 року. Архітектори : Ю. П. Сич, С. В. Теплоухов, виконавці: РУ ім. Ілліча, завод «Комуніст», трест «Криворіжжитлобуд».

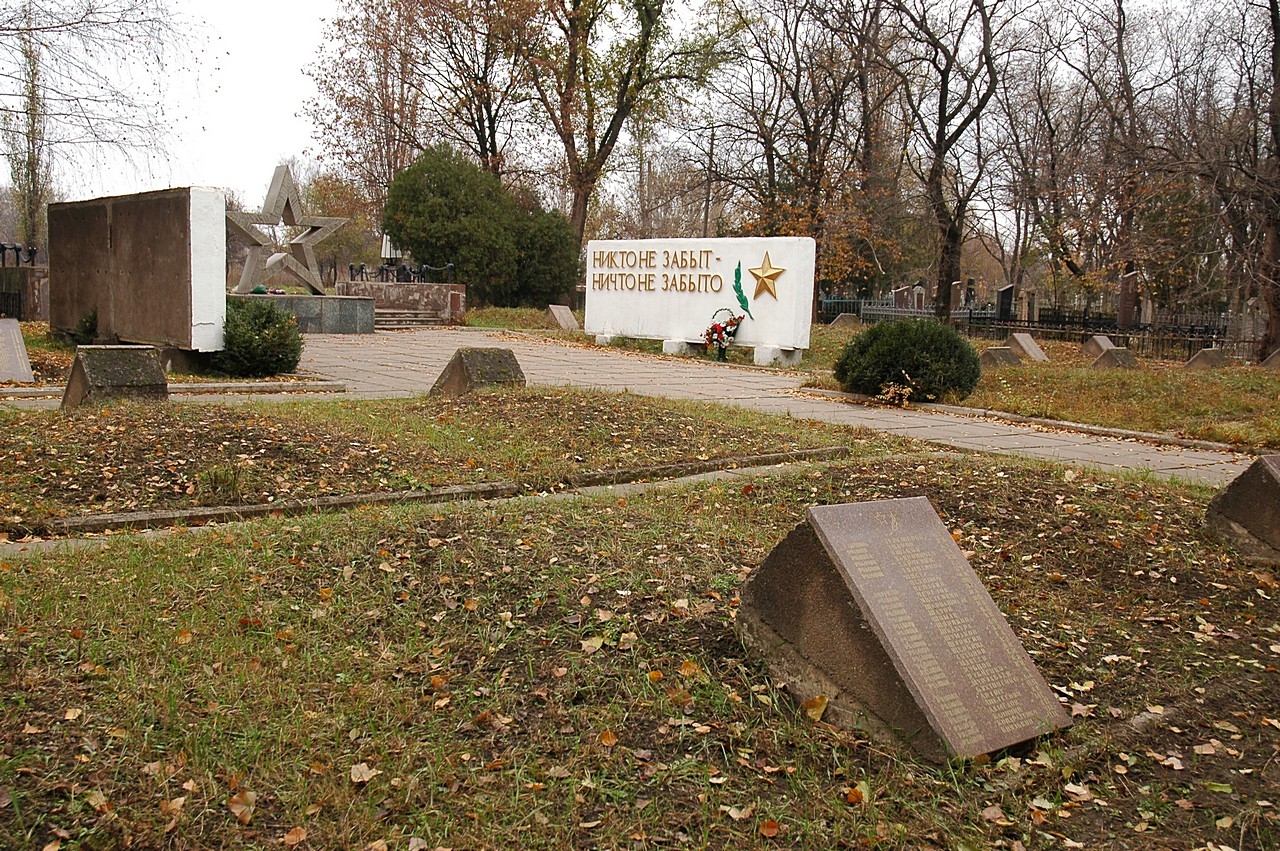
Військова дільниця Криворізького кладовища

Є дані щодо 981 загиблого воїна з 1950 похованих.